# Feminisme de punt de vista
El feminisme de punt de vista és una teoria que planteja la ciència social feminista s'hauria de practicar des del punt de vista de les dones o de grups particulars de dones, ja que alguns estudiosos (per exemple Patricia Hill Collins i Dorothy Smith) diuen que estan més ben equipats per comprendre alguns aspectes del món. Una epistemologia feminista o del punt de vista femení proposa fer de les experiències de les dones el punt de partida, a més, i de vegades en lloc de les dels homes.

## Visió general
Dorothy Smith, ensenyant a la Universitat de Califòrnia, Berkeley, quan el moviment de dones estava en les seves primeres etapes, va mirar l'experiència de les acadèmiques i va començar a preguntar sobre les històries de vida d'aquestes dones. Com a feminista inspirada en Karl Marx, Smith va dirigir la seva atenció al desenvolupament d'una "sociologia per a dones". Va fundar la teoria del punt de vista feminista, que mirava el món social des de la perspectiva de les dones en els seus mons quotidians i les maneres en què les dones construeixen socialment els seus mons. Tal com va teoritzar Nancy Hartsock el 1983, el feminisme de punt de vista es fonamenta en el marxisme. Hartsock va argumentar que un punt de vista feminista es podria construir a partir de la comprensió de l'experiència de Marx i utilitzar-lo per criticar les teories patriarcals. Per tant, un punt de vista feminista és essencial per examinar les opressions sistèmiques en una societat que, segons les feministes, devalua el coneixement de les dones. El feminisme de punt de vista argumenta que, com que la vida i els rols de les dones en gairebé totes les societats són significativament diferents dels homes, les dones tenen un tipus de coneixement diferent. La seva ubicació com a grup subordinat permet a les dones veure i entendre el món d'una manera diferent i desafiant a la saviesa convencional masculina existent.
El feminisme de punt de vista uneix diverses epistemologies feministes. Les teòriques feministes de punt de vista intenten criticar les epistemologies convencionals dominants en les ciències socials i naturals, així com defensar la coherència del coneixement feminista.
Inicialment, les teories feministes abordaven la posició de les dones en la divisió sexual del treball. les teòriques del punt de vista com Donna Haraway van intentar mostrar el punt de vista com la "noció de coneixement situat... per contrarestar l'aparent relativisme de la teoria del punt de vista".
Es considera que aquesta teoria té conseqüències potencialment radicals pel fet de centrar-se en el poder i pel fet que desafia la idea d'una "veritat essencial", especialment la realitat hegemònica creada, transmesa i imposada pels governants.

## Establiment d'un punt de vista
Hi ha hagut un acord entre els teòrics del punt de vista feminista que un punt de vista no és només una perspectiva que s'ocupa simplement pel fet de ser dona. Mentre que una perspectiva s'ocupa com a qüestió del fet de la mateixa posició sociohistòrica i pot ser el punt de partida per a l'aparició d'un punt de vista, un punt de vista s'obté a través de l'experiència de la lluita política col·lectiva, una lluita que requereix tant ciència com política. Mentre que tant els dominants com els dominats ocupen perspectives, els dominats es col·loquen amb molt més èxit per aconseguir un punt de vista. Tanmateix, això no vol dir que aquells que ocupen perspectives no marginades no poden ajudar a assolir una consciència crítica compartida en relació amb els efectes de les estructures de poder i la producció epistèmica. Per exemple, gran part de la investigació científica convencional produeix coneixements entesos a través de visions del món esbiaixades pels homes que aïllen les dones de les seves pròpies realitats. Només a través d'aquestes lluites podem començar a veure per sota de les aparences creades per un ordre social injust la realitat de com aquest ordre social es construeix i es manté. Aquesta necessitat de lluita posa l'accent en el fet que un punt de vista feminista no és quelcom que qualsevol pugui tenir simplement reivindicant-lo. És un èxit. Un punt de vista es diferencia en aquest sentit d'una perspectiva, que qualsevol pot tenir simplement "obrint els ulls".

## Forta objectivitat i relació amb el punt de vista feminista
Segons Nancy Naples: 
| « | (anglès) The notion of strong objectivity was first articulated by feminist philosopher Sandra Harding. Strong objectivity builds on the insights of feminist standpoint theory, which argues for the importance of starting from the experiences of those who have been traditionally left out of the production of knowledge. By starting inquiry from the lived experiences of women and others who have been traditionally outside of the institutions in which knowledge about social life is generated and classified, more objective and more relevant knowledge can be produced. | (català) La noció d'objectivitat forta va ser articulada per primera vegada per la filòsofa feminista Sandra Harding. La forta objectivitat es basa en les idees de la teoria del punt de vista feminista, que defensa la importància de partir de les experiències d'aquells que tradicionalment s'han quedat fora de la producció de coneixement. Partint de la investigació a partir de les experiències viscudes de dones i altres que tradicionalment han estat fora de les institucions en què es genera i classifica el coneixement sobre la vida social, es pot produir un coneixement més objectiu i rellevant. | » |

Naples també va afirmar que Harding va argumentar que el coneixement produït des del punt de vista dels grups subordinats pot oferir una objectivitat més forta a causa de l'augment de la motivació per entendre els punts de vista o les perspectives d'aquells en posicions de poder. Un estudiós que aborda el procés de recerca des del punt de vista d'una forta objectivitat està interessat a produir coneixement per al seu ús, així com a revelar les relacions de poder que s'amaguen en els processos de producció de coneixement tradicional. Una forta objectivitat reconeix que la producció de poder és un procés polític i que una major atenció al context i a la localització social dels productors de coneixement contribuirà a un resultat més ètic i transparent.

Joseph Rouse diu: 
| « | (anglès) The first lesson suggested by standpoint theories has not been sufficiently emphasized in the literature. Standpoint theories remind us why a naturalistic conception of knowing is so important. Knowledge claims and their justification are part of the world we seek to understand. They arise in specific circumstances and have real consequences. They are not merely representations in an idealized logical space, but events within a causal nexus. It matters politically as well as epistemically which concepts are intelligible, which claims are heard and understood by whom, which features of the world are perceptually salient, and which reasons are understood to be relevant and forceful, as well as which conclusions credible. | (català) La primera lliçó suggerida per les teories del punt de vista no ha estat prou emfatitzada a la literatura. Les teories del punt de vista ens recorden per què és tan important una concepció naturalista del coneixement. Les afirmacions de coneixement i la seva justificació formen part del món que busquem entendre. Sorgeixen en circumstàncies específiques i tenen conseqüències reals. No són merament representacions en un espai lògic idealitzat, sinó esdeveniments dins d'un nexe causal. És important tant políticament com epistèmicament quins conceptes són intel·ligibles, quines afirmacions són escoltades i enteses per qui, quins trets del món són perceptius destacats i quines raons s'entén com a rellevants i contundents, així com quines conclusions són creïbles. | » |

## Feminisme negre
El pensament feminista negre és una col·lecció d'idees, escrits i art que articula un punt de vista de i per a les dones negres de la diàspora africana. El pensament feminista negre descriu les dones negres com un grup únic que existeix en un "lloc" de les relacions socials dels Estats Units on els processos interseccionals de raça, ètnia, gènere, classe i orientació sexual configuren la consciència, les autodefinicions i les accions individuals i col·lectives de les dones negres. Com a teoria del punt de vista, el pensament feminista negre conceptualitza les identitats com a "ubicacions" orgàniques, fluides, interdependents, múltiples i dinàmiques construïdes socialment dins del context històric. El pensament feminista negre es basa en l'experiència històrica de les dones negres amb l'esclavitud, els moviments contra el linxament, la segregació, els drets civils i els moviments del poder negre, la política sexual, el capitalisme i el patriarcat. Els principis distintius del pensament feminista negre contemporani inclouen: (1) la creença que l'autoautoria i la legitimació del coneixement parcial i subjugat representa un punt de vista únic i divers de i per part de les dones negres; (2) les experiències de les dones negres amb múltiples opressions donen lloc a necessitats, expectatives, ideologies i problemes que són diferents dels dels homes negres i les dones blanques; i (3) la consciència feminista negra és un concepte en constant evolució. El pensament feminista negre demostra el poder emergent de les dones negres com a agents del coneixement. En retratar les dones afroamericanes com a individus autodefinits i autosuficients que s'enfronten a l'opressió de raça, gènere i classes, el pensament feminista afrocèntric parla de la importància que té el coneixement per apoderar les persones oprimides. Una característica distintiva del pensament feminista negre és la seva insistència que tant la consciència canviada dels individus com la transformació social de les institucions polítiques i econòmiques constitueixen ingredients essencials per al canvi social. El nou coneixement és important perquè ambdues dimensions canviïn.
Tina Campt utilitza la teoria del punt de vista per examinar la narració de l'⁣afroalemany Hans Hauck al seu llibre Other Germans.
Presentat per primera vegada per Patricia Hill Collins, se sap que el punt de vista feminista negre és una saviesa col·lectiva d'aquells que tenen perspectives similars dels grups subordinats de la societat. Collins ofereix dues interpretacions principals de la consciència dels grups oprimits.
- La primera afirma que els que són oprimits s'identifiquen amb els grups dominants i, per tant, no tenen una interpretació efectiva d'autogovern de la seva pròpia opressió.
- El segon enfocament suposa que els subordinats són "menys humans" que els que estan per sobre d'ells, fent-los menys capaços d'entendre i parlar de les seves pròpies experiències. Tot i que les dones negres poden tenir experiències comunes, això no implica que totes les dones negres hagin desenvolupat els mateixos pensaments entre elles.

La teoria del punt de vista feminista negre pretén conscienciar aquests grups marginats i oferir maneres de millorar la seva posició a la societat.
Tot i que semblant en alguns aspectes, la teoria del punt de vista feminista negre té moltes diferències en comparació amb les teories originals de Dorothy Smith i Nancy Hartsock sobre la teoria del punt de vista. El punt de vista feminista negre argumenta que el coneixement adquirit sobre un individu o altres grups de la societat s'obté a partir de múltiples factors relacionats amb la seva posició històrica en la societat. Les dones negres ofereixen una posició alternativa que revela una representació dels altres des d'una perspectiva diferent. La teoria del punt de vista feminista pretén reconèixer la diversitat de les dones donant la benvinguda a les opinions d'altres grups de dones oprimits.
A diferència de les dels grups socials privilegiats, les dones negres tenen accés al coneixement de tothom, des dels més oprimits fins als més privilegiats. Això es deu al fet que certes realitats d'opressió són invisibles per als que estan en els grups dominants perquè no experimenten aquesta opressió de la mateixa manera que el grup oprimit. El grup privilegiat pot ser totalment inconscient de com les seves accions poden afectar el grup subordinat. Les dones negres, en canvi, tenen una millor perspectiva (un punt de vista diferent) des de l'experiència directa i poden oferir suggeriments per ajudar altres grups marginats de la nostra societat. Aquest punt de vista de les dones negres també es pot veure com una "consciència bifurcada", que és la capacitat de veure les coses tant des de la perspectiva del dominant com des de la perspectiva dels oprimits i, per tant, de veure ambdues perspectives.
No totes les dones, però, tenen exactament les mateixes experiències. Per això, no hi ha un punt de vista singular de totes les dones. Això va conduir al desenvolupament de l'epistemologia feminista negra. Patricia Hill Collins va introduir per primera vegada la idea de l'epistemologia feminista negra dient que deriva de l'experiència personal de les dones negres que tracten tant el racisme com el sexisme. Ella utilitza aquesta epistemologia per empoderar les dones negres perquè tinguin el seu propi control. Els descriu com a "forasters dins". Amb això vol dir que les dones negres han experimentat prou des de dins per entendre on es troben socialment, alhora que tenen prou distància dels grups dominants per oferir una crítica.
Heidi Mirza també ofereix una anàlisi de la teoria del punt de vista feminista negre dient que els nous diàlegs es formen a partir de la perspectiva única de les dones feministes negres. Mirza reconeix que les dones negres de vegades són conegudes com l'"altre" i ofereix el seu terme dient que tenen un estatus de "tercer espai" entre els marges de raça, gènere i classe. Mirza suggereix que en aquest espai "no hi ha llenguatge ni discurs oficials. Per això, les dones negres es posen en la posició d'"agents actius" i són responsables de compartir la seva perspectiva i oferir noves visions".
No va ser fins a la darrera part de la dècada de 1990 que es va centrar més en les dones negres. Van començar a sorgir una sèrie de pel·lícules i obres publicades de i sobre dones negres. Això va marcar una transició important respecte dels anys passats, quan les úniques obres que es publicaven o es van presentar a la pantalla eren les de grups més dominants. Les úniques obres de dones negres que es reconeixen anteriorment a aquesta època són les de principis del segle XIX. Les obres de Mary Prince (1831) i Mary Seacole (1837) són els escrits més coneguts avui dia. A part d'aquests pocs, el següent treball destacat publicat no va ser fins a Sylvia Wynter (1962) i Maryse Condé (1988), deixant un buit de més de 120 anys de poc o cap treball de dones negres. Aquesta bretxa mostra com les dones negres impotents estaven en una posició de mercat. Encara que veiem cada cop més treball de dones negres a la nostra societat actual, encara hi ha una manca de control i una contribució limitada sobre les seves obres; s'ha de limitar a determinades àrees per tal que tinguin alguna oportunitat i publicació.

## Crítica
Les crítiques al feminisme de punt de vista han vingut de les feministes postmodernes, que argumenten que no hi ha una "experiència de les dones" concreta a partir de la qual construir coneixement. En altres paraules, les vides de les dones a través de l'espai i el temps són tan diverses que és impossible generalitzar sobre les seves experiències. El feminisme de punt de vista ha absorbit aquesta crítica, fins a cert punt (vegeu més avall).

## Feminisme de punt de vista contemporani
Moltes feministes de punt de vista reconeixen ara que, a causa de les moltes diferències que divideixen les dones, és impossible reivindicar una "experiència de les dones" única o universal. Com que el sexisme no es produeix en el buit, és important veure'l en relació amb altres sistemes de dominació i analitzar com interactua amb el racisme, l'homofòbia, el colonialisme i el classisme en una "matriu de dominació".
Des del punt de vista contemporani, es percep la teoria del feminisme de punt de vista com "un punt de vista relacional, en lloc de sorgir inevitablement de l'experiència de les dones" (vegeu feminisme de la diferència). Les feministes de punt de vista han argumentat recentment que els individus estan oprimits en algunes situacions i en relació amb algunes persones i alhora són privilegiats en altres. El seu objectiu és situar dones i homes dins de múltiples sistemes de dominació d'una manera més precisa i més capaç d'enfrontar-se a les estructures de poder opressors. Això també es coneix com a quiriarquia. Una de les crítiques a aquesta posició és que un enfocament tan intens en les moltes diferències entre dones esborra les mateixes similituds que podrien unir les dones. Si aquest és el cas, es fa difícil intentar crear una comunitat feminista àmplia o crear consens sobre una política específica.